# Бузо-Брага (Ровиго)
Бузо-Брага је насеље у Италији у округу Ровиго, региону Венето.
Према процени из 2011. у насељу је живело 49 становника. Насеље се налази на надморској висини од 1 м.